# Asystasia varia
Asystasia varia är en akantusväxtart som beskrevs av Nicholas Edward Brown. Asystasia varia ingår i släktet Asystasia och familjen akantusväxter. Inga underarter finns listade i Catalogue of Life.